# Gymnasium Franziskaneum Meißen
Das Gymnasium Franziskaneum liegt auf dem Ratsweinberg über der historischen Stadt Meißen und ist schon von weitem zu sehen.

## Geschichte
1539 wurde die erste Höhere Schule von Meißen im aufgelösten Franziskanerkloster gegründet. Es handelte sich um eine städtische Lateinschule für Knaben. Später wurde eine weitere Lateinschule im Kloster Sankt Afra, heute Sächsisches Landesgymnasium Sankt Afra, eingerichtet. 1874 wurden die verschiedenen städtischen Höheren Schulen zusammengelegt.
Im Jahre 1905 wurde der Grundstein für ein Realgymnasium gelegt. Die Einweihung des neuen Gebäudes fand 1907 als Realschule und Realgymnasium statt. Der Name „Franciscaneum“ wurde 1925 zugelassen und mit einem Jubiläumsfest gefeiert. 1938 erfolgte die Umbenennung des Realgymnasiums mit Höherer Mädchenschule in „Fichte-Schule“. Während des Zweiten Weltkrieges
wurde die Schule als Lazarett genutzt.

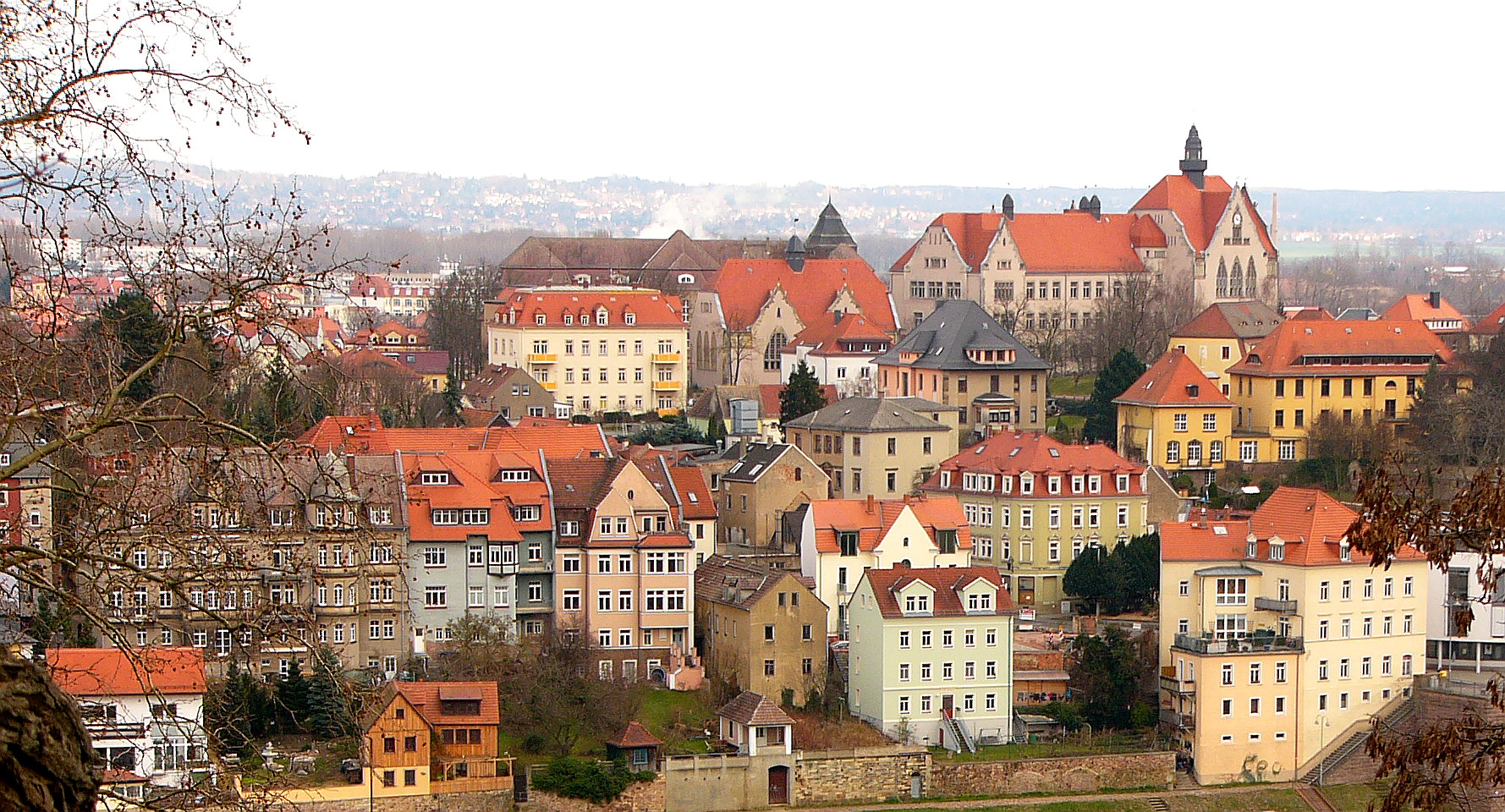
Lage des Gymnasiums im Stadtteil Vorbrücke

Die Aufnahme der Lehrtätigkeit als „Ernst-Schneller-Oberschule“, später Erweiterte Oberschule „Ernst Schneller“ erfolgte 1945. Der Schulturm, der die Silhouette der Schule prägt, wurde 1969 abgerissen. Der Wiederaufbau erfolgte 1991, die Einweihung 1992. Im Jahre 1999 geriet die Schule in die Schlagzeilen, als der 15-jährige Schüler Andreas S. die Deutsch- und Geschichtslehrerin Sigrun Leuteritz vor den Augen seiner Klasse mit 22 Messerstichen tötete. 2005 wurde die Außenstelle Neumarkt aufgelöst. Die Aula wurde von August 2006 bis März 2007 restauriert.
Im September 2007 fand die 100-Jahr-Feier des Franziskaneums statt.
Anfang 2011 wurde damit begonnen, einen Verbindungsteil für die zwei Schulgebäude zu errichten, in dem ein neuer Speisesaal und vier Unterrichtsräume untergebracht werden sollen. Der alte Speisesaal wird in drei Unterrichtsräume umfunktioniert. 2012 wurde das neue Gebäude eingeweiht. Zu seiner Ausstattung gehören u. a. zwei interaktive Tafeln.

## Traditionen und Wissenswertes
Es bestehen seit teilweise mehreren Jahren Schulpartnerschaften zu Schulen in Gossau (Schweiz), Provo (Utah/USA), Litoměřice (Tschechien), Kiew (Ukraine) und dem Gymnasium Pierre de Coubertin in Piestany, Slowakei.
Das Gymnasium Franziskaneum Meißen hat einen eigenen Förderverein.
Seit September 2006 wurde ein Schulsanitätsdienst eingerichtet. Ende Oktober 2007 nahm dieser seinen Dienst auf.
Durch öffentliche Fördermittel wurde seit Oktober 2010 ein neuer Unterrichtskomplex mit Speisesaal, Bücherei und Unterrichtsräumen errichtet. Die Einweihung fand am 4. März 2012 statt.

## Ehemalige Schüler
- Johann Friedrich Frisch (1715–1778), evangelischer Theologe
- Friedrich Immanuel Schwarz (1728–1786), evangelischer Theologe und Pädagoge, Rektor der Fürstenschule Grimma
- Christian Friedrich Nürnberger (1744–1795), Mediziner und Botaniker
- Helmut Reibig (1912–2006), Historiker, Leiter des Meißner Stadtmuseums
- Hans Philipp (1917–1943), Abitur 1935, Luftwaffenoffizier und Jagdflieger
- Siegfried Buback (1920–1977), Abitur 1938, Jurist, Generalbundesanwalt
- Anita Maaß (* 1976), Abitur 1995, Historikerin und Politikerin (FDP), Bürgermeisterin von Lommatzsch

## Ehemalige Lehrer
- Alfred Leicht (1861–1946), Philologe, Studienrat und Professor am Realgymnasium